# Абу Тахсин Салхи
Абу Тахсин ал Салхи (на арабски: أبو تحسين الصالحي) е иракски ветеран снайперист. Доброволец в Иракските народни мобилизационни сили, той ликвидира над 384 терористи от Ислямска държава по време на Иракската гражданска война, получавайки прякорите „Шейхът на снайперистите“ и „Ястребово око“.
Преди Гражданската война в Ирак, ал Салхи се бие във войната Йом Кипур, Ирано-иракската война, инвазията в Кувейт, войната в Персийския залив и инвазията в Ирак през 2003 г. Според ал Салхи, през войната Йом Кипур той е част от иракска бригада, воюваща на Голанските възвишения. Около май 2015 г. се присъединява към Народните мобилизационни сили и е разположен в планината Макхул в северен Ирак, въоръжен с пушка Щаер Манлихер. Ал Салхи започва борба с Ислямска държава в Юрф Ал Наср. Той е обучен за снайперист от руските военни.

## Биография
Абу Тахсин ал Салхи е известен с прякора си Ястребовото око. Той е роден през 1953 г., има единадесет деца – пет момичета и шест момчета. Той е шиитски мюсюлманин. Пътува до Кувейт през 70-те години на миналия век и работи там много длъжности, като две от тях са падар на крави и камили. Има френска пушка, за да се пази и с която лови зайци, от това придобива знания в лова и стрелбата.

## Военна кариера
Месеци преди Йом Кипурската война през 70-те години, той е класиран да пътува до Беларус, за да изкара курс и заема второ място. Първата война, в която той се бие, е войната Йом Кипур през 1973 г., където той е разположен на Голанските възвишения в 5-а планинска бригада. Втората война, в която се е бил, е Втората кюрдско-иракска война през 1974 г. От началото на боевете до 2014 г. той се присъединява към бригадата Садр, където участва в освобождението на много провинции в Ирак, но не се вписва добре в тази бригада, така че се присъединява към Лиуа Али Ал Акбар и там започва да показва уменията си. Има 384 потвърдени убийства.

## Смърт
Според говорителя на Народните мобилизационни сили, ал Салхи е бил убит, докато настъпва срещу Хауиджа в Ирак. Погребението му се състои на 30 септември 2017 г.